# Tibor Buday
Tibor Buday (22. září 1913 Muráň – 18. září 2001) byl slovenský geolog zabývající se především neogenními útvary.

## Život
Narodil se v obci Muráň v okrese Revúca 22. září 1913. Střední školu absolvoval v Šahách. Následně pokračoval ve studiu na Přírodovědecké fakultě Univerzity Karlovy v Praze, které ukončil v roce 1937. Po skončení studia pracoval ve Vacuum Oil Company, kde se podílel na geologickém výzkumu Vídeňské pánve na území tehdejšího Československa. Během druhé světové války byla tato firma začleněna do německého konsorcia.

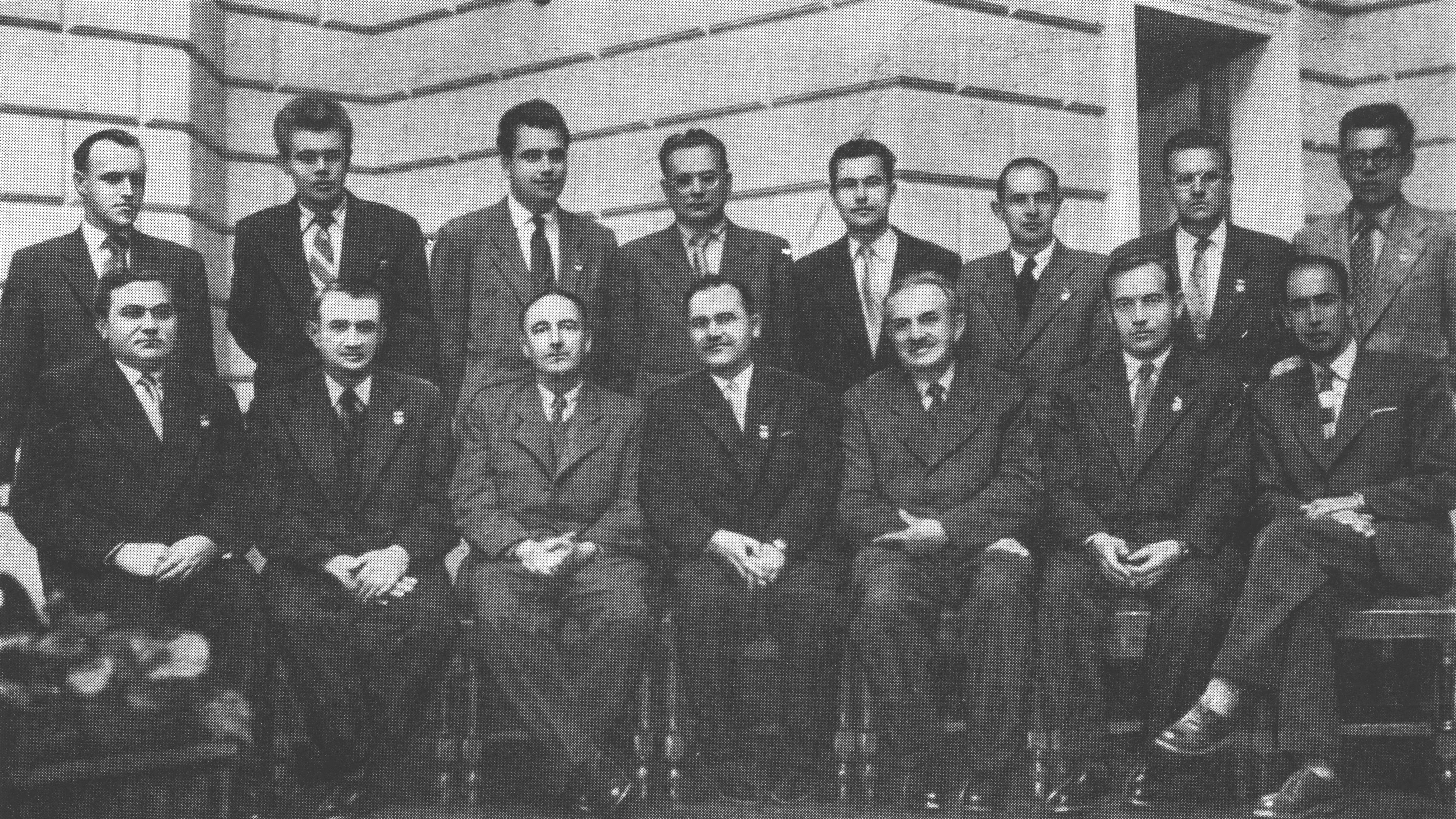
Českoslovenští geologové na sjezdu Karpatsko-balkánské geologické asociace ve Lvově v roce 1958. Tibor Buday stojící 3. zprava

Po válce pracoval v Československých naftových závodech a Československých naftových dolech, kde vedl geologické výzkumy v československé části vídeňské podunajské a východoslovenské pánve. V letech 1950 až 1954 byl vězněn pro údajnou sabotáž. Po propuštění na svobodu v roce 1954 začal opět pracovat v Ústředním ústavu geologickém v Praze. Vytvořil kolektiv geologů, kteří se zabývali výzkumem neogenních pánví na území republiky. Později, v období 1955-1962 soustředil své síly na sestavování základních geologických map v měřítku 1 : 200 000. Byl hlavním redaktorem 5 generálních geologických map (Bratislava–Vídeň, Čalov, Gottwaldov, Košice-Zborov a Banská Bystrica).
V roce 1961 se stal vědeckým tajemníkem v Ústředním ústavu geologickém a v roce 1965 se stal náměstkem ředitele. V roce 1963 získal titul DrSc. Podílel se na přípravě zasedání 23. mezinárodního geologického kongresu v Praze a exkurzí. Tento kongres však byl 21. srpna 1968 přerušen vpádem vojsk Varšavské smlouvy a byl po jediném dni zrušen. V letech 1962 až 1964 Buday působil jako předseda Československé společnosti pro mineralogii a geologii. V roce 1969 byl vyznamenán Řádem práce.
Od roku 1969 do roku 1976 vedl skupinu geologů, která se zabývala geologickým mapováním v Iráku, v Západní poušti a Kurdistánu. Po odchodu do penze v roce 1983 pracoval v Geofyzice Brno. Byl pověřen vedením geologické expedice do Sýrie. Do důchodu definitivně odešel v roce 1991.

## Dílo
Tibor Buday je autorem více než 75 studií ve slovenských a zahraničních vědeckých časopisech. Významná je též jeho práce při přípravě základních geologických map v měřítku 1 : 200 000. Byl též autorem nebo spoluautorem mnoha monografií.
- Tektonický vývoj Československa, Praha, 1960
- Nafta a plyn v Československu, Praha, 1960
- Miozän der Westkarpaten, Bratislava, 1965
- Regionální geologie ČSSR, Praha, 1968